# ノリタケデンタルサプライ
株式会社ノリタケデンタルサプライは、かつて歯科技工材料の開発、販売を手がけた日本の企業である。特に歯科用陶材において日本最大の企業で、60%を超えるシェアを持っていた。

## 概要
ノリタケカンパニーリミテドとカスプデンタルサプライの共同出資で1998年4月に設立された。出資比率は当時ノリタケが40%、カスプが60%であり、本社はノリタケ本社内に置かれた（現在はノリタケカンパニーリミテド100%の子会社である）。
セラミックスメーカーであるノリタケカンパニーリミテドのグループ企業であり、同社営業部が開発・販売に携わり、商品の生産はノリタケ機材などが行なっている。
2011年以降ノリタケカンパニーリミテドとクラレの間で事業統合があり、4月13日に持株会社クラレノリタケデンタルホールディングス株式会社が設立され、クラレメディカル株式会社とともにその傘下に入った。さらに2012年4月1日にはクラレメディカル株式会社とともにクラレノリタケデンタルホールディングスに統合された。なおクラレノリタケデンタルホールディングスは社名をクラレノリタケデンタル株式会社に変更した。

## 製品
高級陶磁器製造により長年培ったセラミック技術を歯科材料に応用し、主な製品として歯科用陶材、歯科鋳造用埋没材がある。陶器材料については、1987年に発売開始されたメタルボンド製歯冠用スーパーポーセレンAAA、2000年に発売されたアルミナセラミックス製歯冠用の陶材「セラビアン」、2005年に発売されたジルコニアセラミックス製歯冠用の陶材「セラビアンZR」が主なラインナップである。埋没材は、1991年に発売された歯科用埋没材（義歯などの鋳造型）の「ノリタケクリストバライトF.F」、その改良品「ノリタケクリストバライトF.F20」（1997年に発売）、2003年に発売された「ノリタケクリストバライトフォルテ」などがある。同社の開発した歯科用陶材は自然な発色やクラックが起きにくい事が特徴であり、世界80か国以上で販売されていた。